# Golf & Country Club Winterswijk

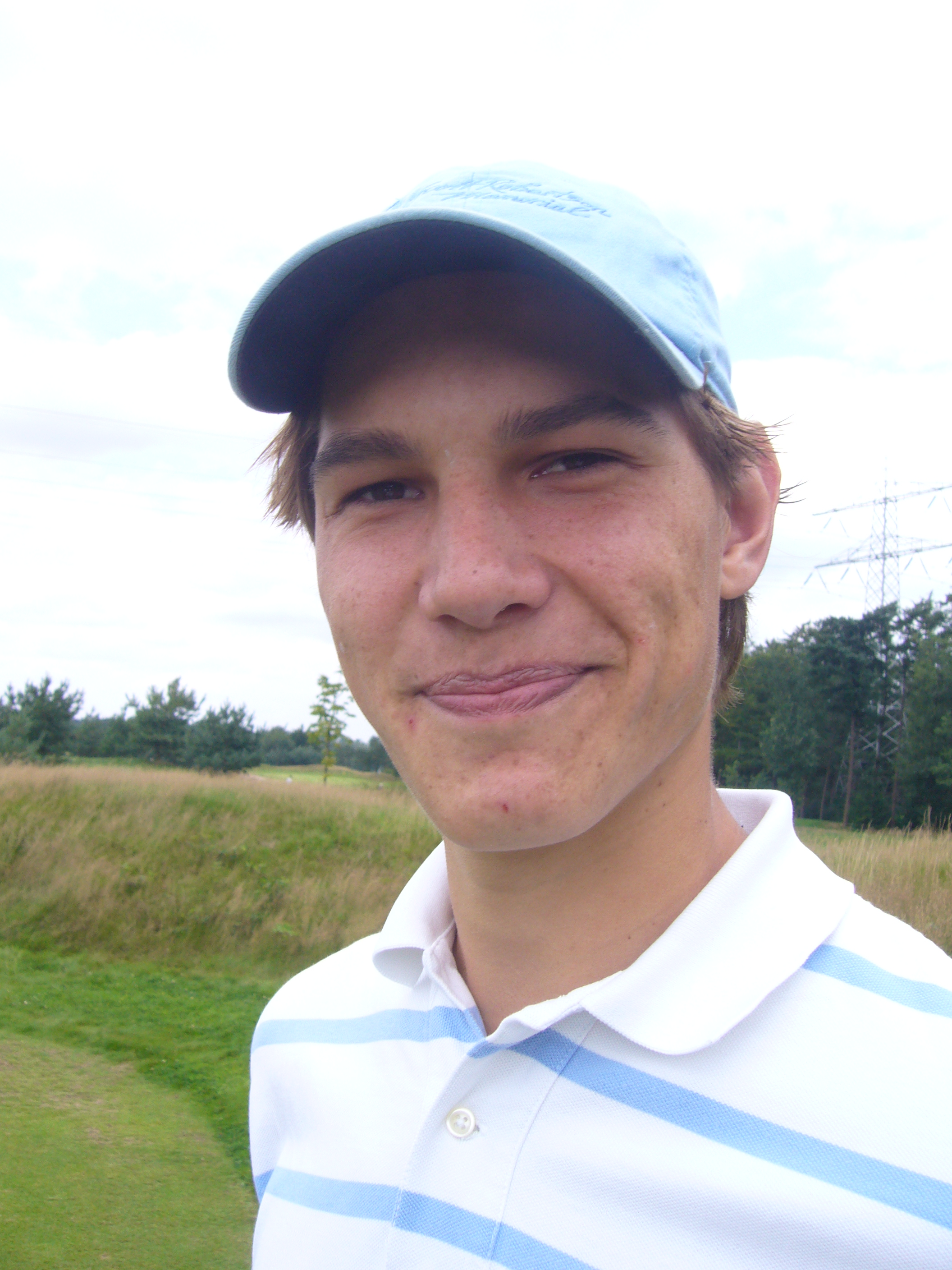
Rick Huiskamp
winnaar 1998,2002

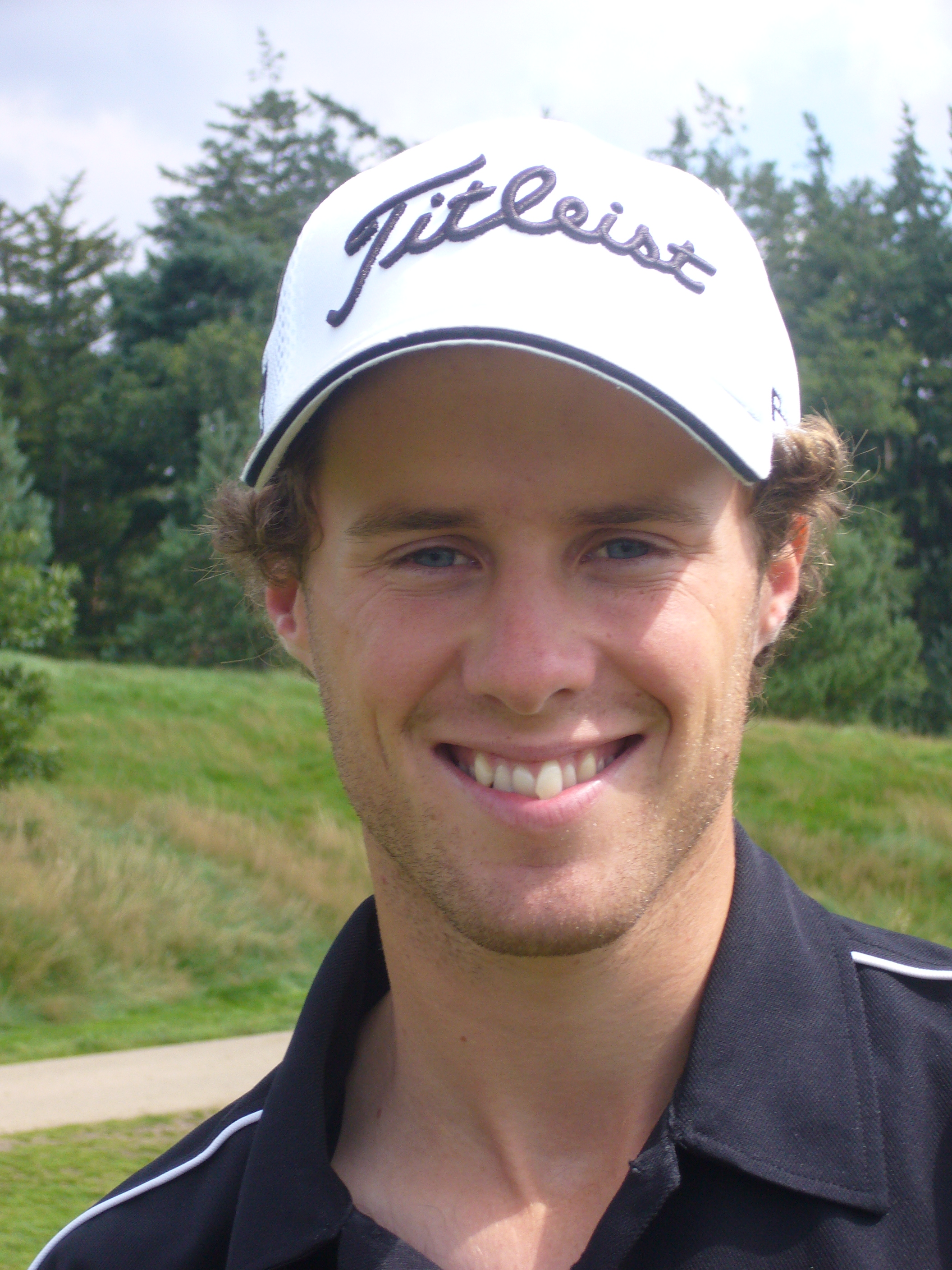
Reinier Saxton
winnaar 2006, 2007

Golf & Country Club Winterswijk is een Nederlandse golfclub in Winterswijk in de provincie Gelderland.
De leden van de Golf & Country Club Winterswijk zijn verbonden aan Golfbaan de Voortwisch. De in de buurtschap Henxel gelegen Golfbaan de Voortwisch is in 1986 ontworpen door golfbaanarchitect Donald Steel en is in het coulisselandschap ingepast. Naast de volwaardige 18-holes golfbaan is er een korte 6-holes oefenbaan, een drivingrange, puttinggreen en chipping area.

## Winterswijk Open
Sinds 1991 wordt in de herfst op deze baan het Winterswijk Open gespeeld over 36 holes, die op één dag gespeeld worden; het is een wedstrijd op uitnodiging en voor spelers die zich gekwalificeerd hebben via de Winterswijk Cup; ook buitenlandse spelers mogen meedoen.
Winnaars
| Jaar | Winnaar           | Thuisclub                                  |
| ---- | ----------------- | ------------------------------------------ |
| 2013 | Giesbert Gommers  | Lochemse Golf & Country Club De Graafschap |
| 2012 | Henk Winkelhorst  | Golf & Country Club Winterswijk            |
| 2011 | Mart Lemtfort     | Golf & Country Club Winterswijk            |
| 2010 | Philip Esser      | Golf- und Landclub Ahaus                   |
| 2009 | Robert Niemer     | Kennemer Golf & Country Club               |
| 2008 | Sven Maurits      | Golfclub Havelte                           |
| 2007 | Reinier Saxton    | Golfclub Houtrak                           |
| 2006 | Reinier Saxton    | Golfclub Houtrak                           |
| 2005 | Taco Remkes       | Golfclub Spaarnwoude                       |
| 2004 | Taco Remkes       | Golfclub Spaarnwoude                       |
| 2003 | Arnoud Krijt      | Koninklijke Haagsche Golf & Country Club   |
| 2002 | Rick Huiskamp     | Golf & Country Club Winterswijk            |
| 2001 | Inder van Weerelt | Lochemse G&CC De Graafschap                |
| 2000 | Hiddo Uhlenbeck   | Veluwse Golf Club                          |
| 1999 | Han Huiskamp      | Golf & Country Club Winterswijk            |
| 1998 | Rick Huiskamp     | Golf & Country Club Winterswijk            |
| 1997 | Benno Mulder      | Het Rijk van Sybrook                       |
| 1996 | André Kruse       | Golf- und Landclub Ahaus                   |
| 1995 | André Kruse       | Golf- und Landclub Ahaus                   |
| 1994 | André Kruse       | Golf- und Landclub Ahaus                   |
| 1993 | André Kruse       | Golf- und Landclub Ahaus                   |